# Matad járás
Matad járás (mongol nyelven: Матад сум) Mongólia Keleti tartományának egyik járása. Területe 22 800 km². Népessége kb. 2700 fő.
Székhelye, Dzűnbulag (Зүүнбулаг) 170 km-re fekszik Csojbalszan tartományi székhelytől.